# William Farr

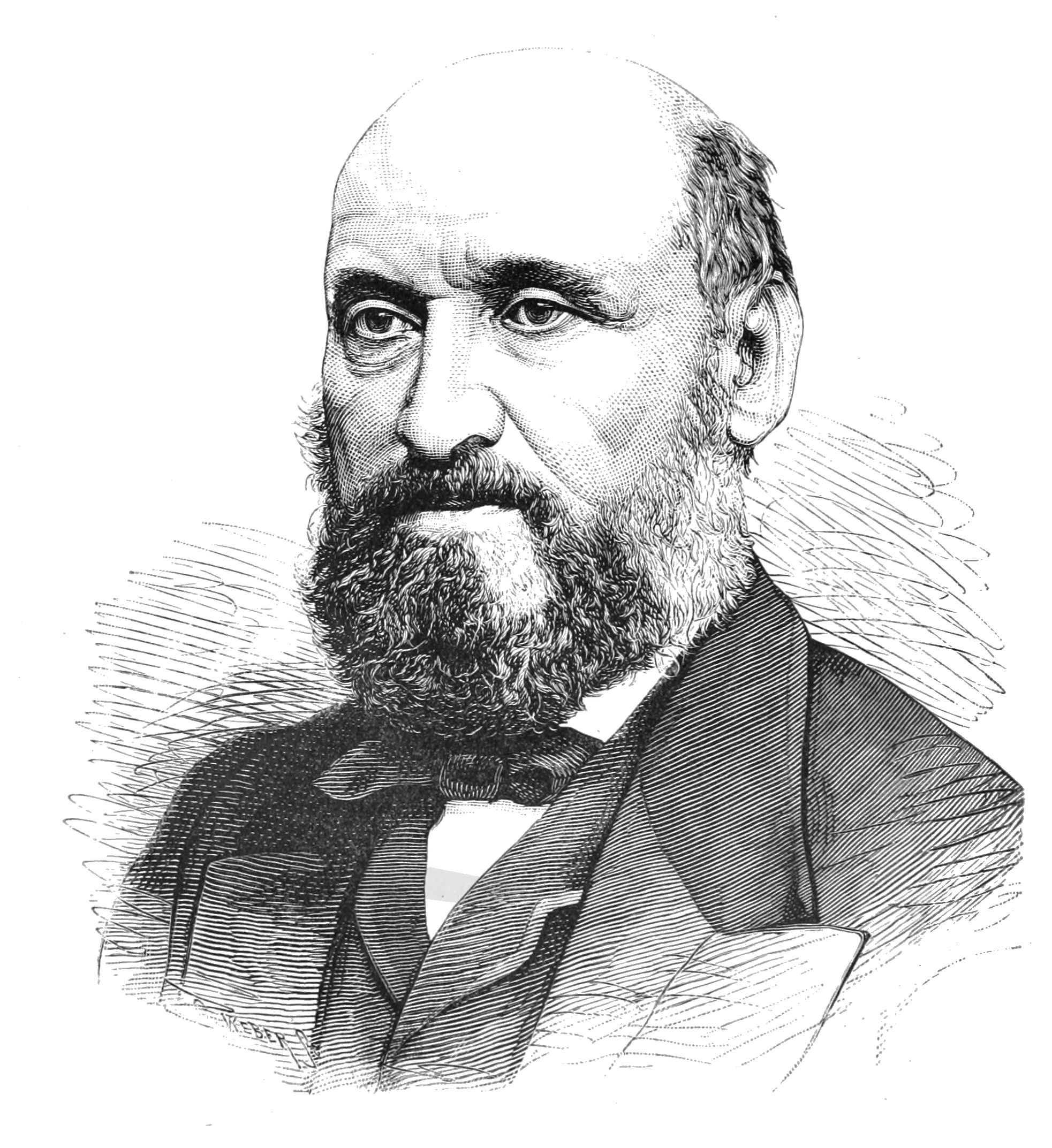
William Farr

William Farr (* 30. November 1807 in Kenley, Shropshire; † 14. April 1883 in Maida Vale, London) war ein britischer Epidemiologe und gilt als einer der Begründer der medizinischen Statistik. Er setzte sich an führender Stelle für die Verbesserung der öffentlichen Hygiene ein.

## Leben
Farr stammte aus einer armen Familie und wurde von einem lokalen Wohltäter und Philanthropen namens Joseph Pryce gefördert und wohnte bei ihm ab dem Alter von zwei Jahren. 1826 bis 1828 fuhr er täglich nach Shrewsbury als Assistent (dresser) eines Spitalsarztes namens Webster, von dem er auch Unterricht erhielt. Nach dem Tod seines Wohltäters Joseph Pryce 1828 erbte er 500 Pfund, was ihm ein Medizinstudium in Frankreich und der Schweiz ermöglichte. Nach seiner Rückkehr nach England setzte er nach halbjähriger Tätigkeit als Chirurg ohne Abschluss in Shrewsbury sein Studium 1831 am University College London fort und erhielt 1832 eine Lizenz der Society of Apothecaries, der einzige medizinische Abschluss, den er jemals erhielt. 1833 heiratete er und begann in Bloomsbury in London als Apotheker zu praktizieren. Gleichzeitig veröffentlichte er journalistisch über Medizin, Hygiene und Statistik in frühen Ausgaben des The Lancet.
1837 erbte er 500 Pfund von seinem ehemaligen Lehrer Dr. Webster, der ihm auch seine große Bibliothek vermachte. Im selben Jahr schrieb er den Artikel Vital Statistics in McCulloch’s Account of the British Empire.

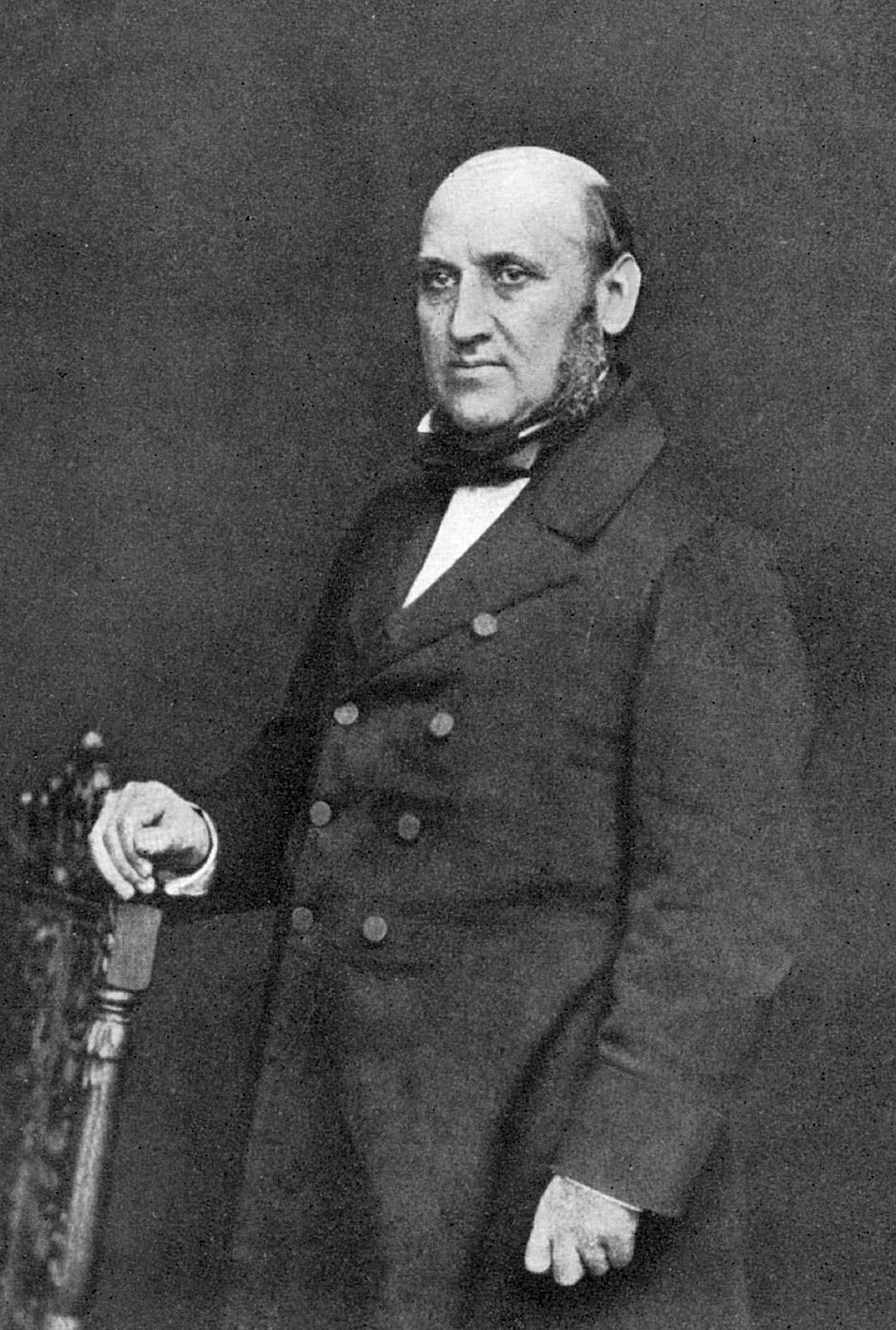
William Farr um 1850

Bei der Gründung des Amtes für Volkszählung (General Register Office, GRO) 1837 in Vorbereitung der Volkszählung von 1841 wurde er zunächst auf temporärer Basis eingestellt zunächst für die Datenerfassung, bald darauf aber auf Empfehlung von Edwin Chadwick und dem Leiter (Registrar General) Henry Lister, einem heute vergessenen Literaten, als Statistiker (damals compiler of abstracts genannt und mit 350 Pfund jährlich bezahlt) mit dem Ziel nutzbare Daten für die öffentliche Gesundheit zu erhalten. Unterstützt wurde seine Einstellung auch durch Sir James Clark, Fellow der Royal Society und Leibarzt von Queen Victoria, den er um diese Zeit kennenlernte. Farr bearbeitete die Medizinstatistik in England und Wales und entwickelte ein System, die Todesursachen aufzuzeichnen. Dazu unterschied er 27 Hauptsymptome bzw. Krankheitsklassen in einer Nosology, die die Ärzte als Todesursache anzugeben hatten. Die Datenerhebung ermöglichte zum Beispiel den Vergleich der Sterblichkeitsraten in verschiedenen Berufen. Einen Vorläufer in der Analyse der Sterbedaten für medizinische Zwecke hatte er in England schon in William Heberden im 18. Jahrhundert.
1858 untersuchte er den Zusammenhang von Gesundheit und Beziehungsstatus und kam zu dem Schluss, dass es eine statistische Abnahme der Gesundheit von verheiratet über nicht-verheiratet zu verwitwet gab.
Ab 1839 war er Mitglied der Statistical Society, wo er unter anderem Schatzmeister und 1871 Präsident war. 1855 wurde er Fellow der Royal Society.
Sein Ansehen war im Ausland (Amerika, Europa) noch höher als in seinem eigenen Land, wie sein Nachruf in The Lancet 1883 feststellte. Zwischen 1851 und 1876 besuchte er neun internationale Statistikkongresse in Europa. Er war in vielen Regierungskomiteen tätig, so auf Vorschlag von Florence Nightingale nach ihrer Rückkehr aus dem Krimkrieg in dem für das gesundheitliche Wohlbefinden der britischen Armee.

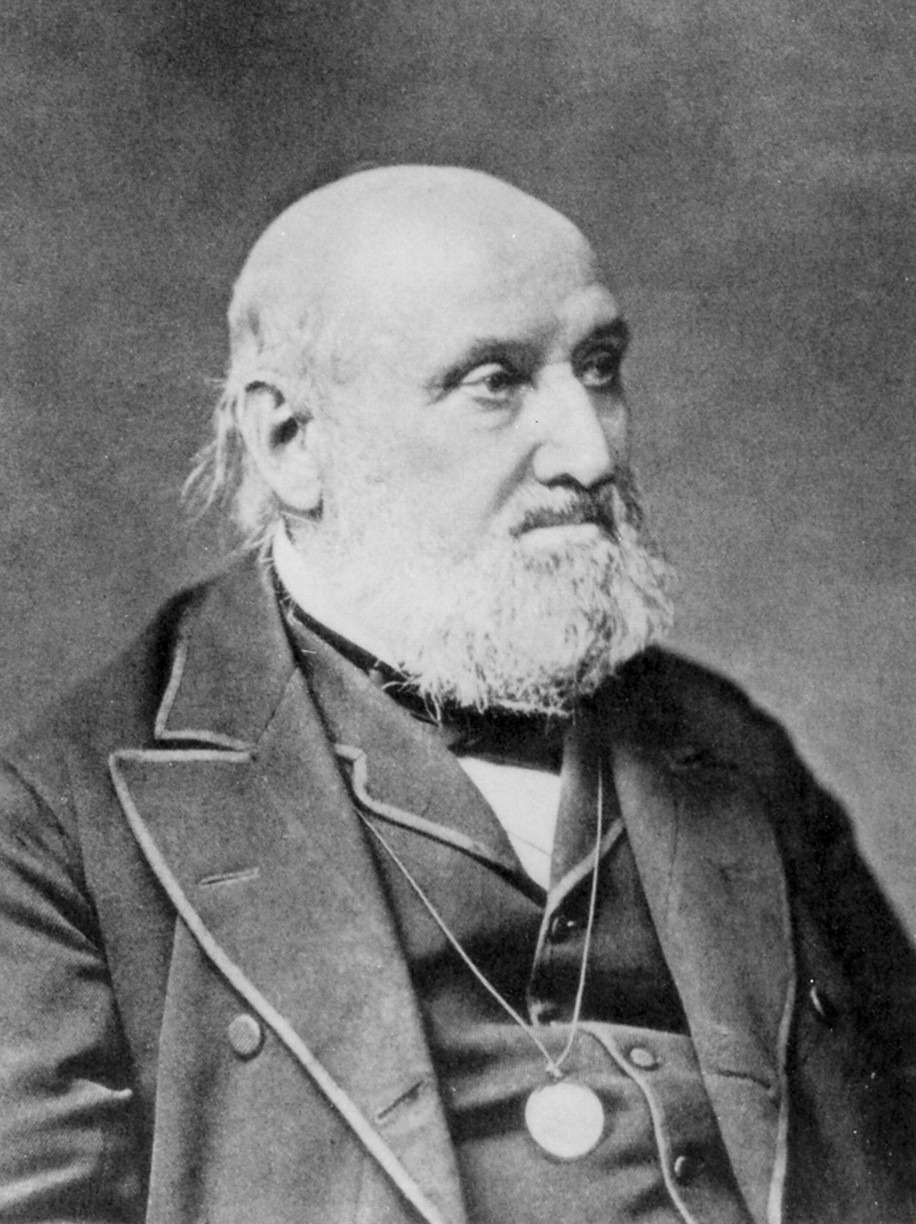
William Farr um 1870

Farr war auch 1861 bis zur Volkszählung von 1871 Commissioner beim General Register Office, schied aber 1879 aus diesem aus, nachdem er nicht wie erhofft zum Registrar General befördert worden war nach dem Ausscheiden des alten Amtsinhabers George Graham. Seine Gesundheit war allerdings damals schon sehr angegriffen. Im selben Jahr 1879 wurde er Companion of the Bath und erhielt die Goldmedaille der British Medical Association. Bei seinem Ausscheiden aus dem Amt 1880 trugen bedeutende Persönlichkeiten 1300 Pfund zu seiner Unterstützung zusammen, darunter Sir John Simon, der oberste Medizinalbeamte von London, Edwin Chadwick, Charles Darwin und mit dem höchsten Beitrag von 110 Pfund Florence Nightingale.
1867 wurde er als assoziiertes Mitglied in die Königliche Akademie der Wissenschaften von Belgien aufgenommen.
Nach dem Tod seiner ersten Frau 1837 an Tuberkulose heiratete er 1847 erneut. Aus der Ehe gingen acht Kinder hervor, von denen aber nur ein Sohn und vier Töchter die Kindheit überlebten, darunter die Schauspielerin und Feministin Florence Farr (1860–1917). Eine andere Tochter heiratete den Maler Henry Marriott Paget. Seine zweite Frau starb 1876.

## Werk

### Farr’s Law
1840 (in einem Brief an den Registrar-General of Births, Deaths and Marriages in England) beobachtete Farr während einer Pockenepidemie, dass der zeitliche Verlauf der Zahl der Todesfälle eine symmetrische (glockenförmige) Kurve bildet. Dies wird als Farr’s Law (Farr’s Gesetz) bezeichnet, da er es auch bei anderen Epidemien beobachtete.

### Suche nach Ursache der Cholera
Nach einem Ausbruch der Cholera in London 1849 (der erste Ausbruch erfolgte 1831) untersuchte er die Ursachen. Damals war er noch wie viele seiner Zeitgenossen der Ansicht, dass verseuchte Luft die eigentliche Ursache war (Miasma-Theorie, speziell auch die zymotische Theorie, die Justus von Liebig vertrat und nach der es gasförmige Ausdünstungen gab, die die Krankheit verbreiteten und die letztlich aus den Leichen an der Cholera Verstorbener stammten) und seine statistischen Analysen erbrachten, dass die topographische Höhe ein wichtiger Faktor beim Ausbruch war. Beim erneuten Ausbruch 1854 erkannte John Snow, dass verseuchtes Wasser der ausschlaggebende Faktor war, was aber damals noch nicht allgemein anerkannt wurde. Farr sammelte bei diesem Ausbruch weitere Daten, die seine These der Abhängigkeit von der Höhe untermauern sollten und auch im allgemeinen taten (je größer der Höhenunterschied zum Niveau der Themse, desto besser). Die bedeutendste Ausnahme war gerade die Wasserstelle in der Broad Street, die Snow als einen Herd der Epidemie ausgemacht hatte. Bei der nächsten Choleraepidemie 1866 – zu der Zeit war Snow schon verstorben – hatte Farr aber die Erklärung von Snow bereits akzeptiert. Sein Sinneswandel setzte schon bald nach dem Report über die Epidemie von 1854 ein. Farr analysierte den Zusammenhang von Krankheitsfällen und Wasserversorgern und bemerkte, dass die Todesrate dramatisch sank, nachdem ein Wasserversorger, die Lambeth Company, ihr Wasser nicht mehr aus dem Tidebereich der Themse bezog. 1866 war er wesentlich daran beteiligt, unvollständige Hygiene beim Wasserversorger East London Company nachzuweisen, was zu erneuten Choleratodesfällen geführt hatte, zu einer Zeit, in der man das Risiko durch verseuchtes Wasser schon kannte und als Hauptursache akzeptiert hatte. Es sollte danach noch bis 1883 dauern, bis die Entdeckung des Choleraerregers durch Robert Koch den endgültige Nachweis erbrachte.

## Nachwirken

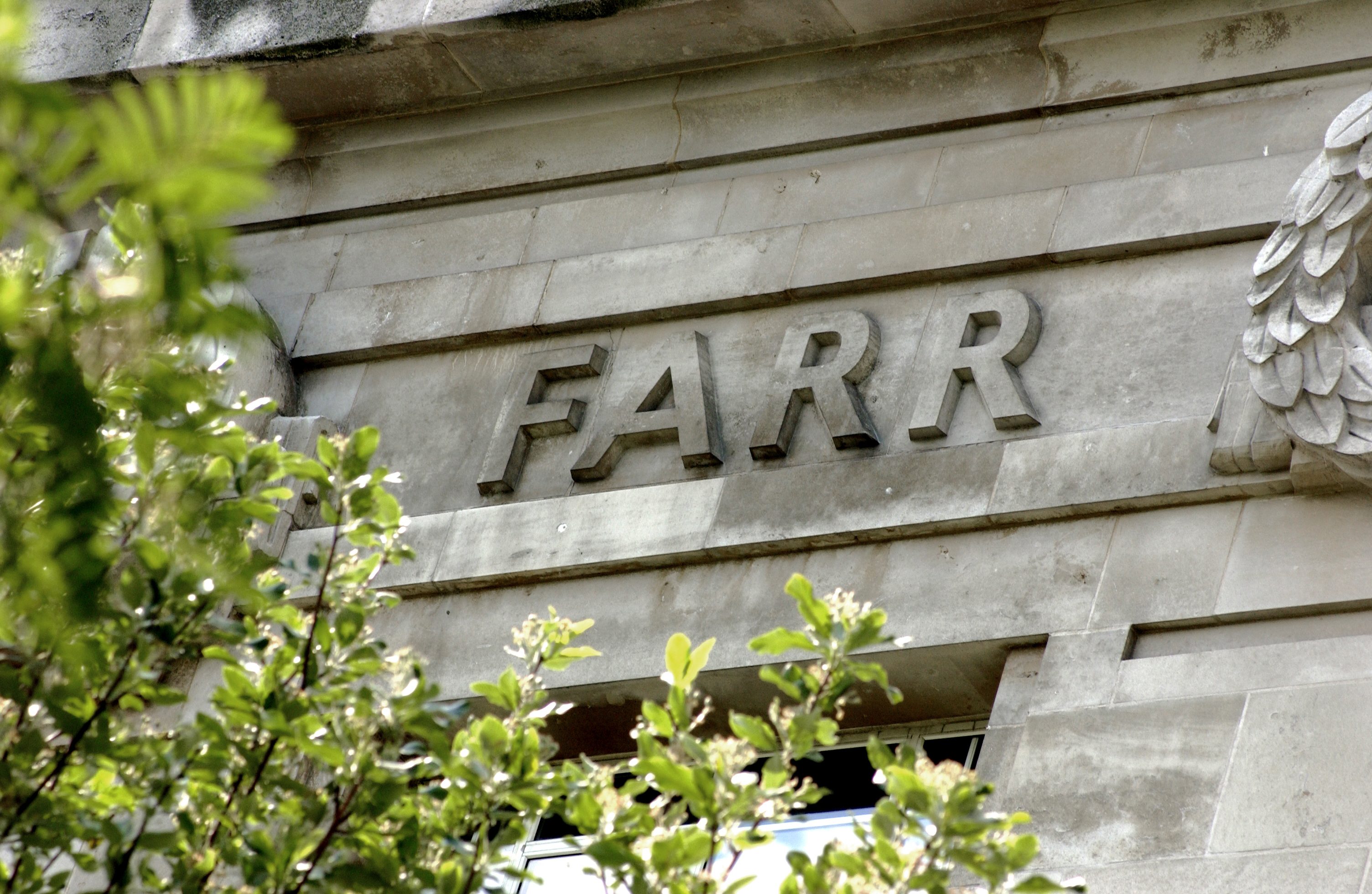
Name von Farr im Fries der London School of Hygiene and Tropical Medicine

Er ist einer der 23 Namen auf dem Fries der London School of Hygiene & Tropical Medicine, die Personen aufführen, die sich um öffentliche Gesundheit und Tropenmedizin verdient gemacht haben.